# Ipomoea setifera
Ipomoea setifera ist eine Pflanzenart aus der Gattung der Prunkwinden (Ipomoea) aus der Familie der Windengewächse (Convolvulaceae). Sie kommt auf den Westindischen Inseln sowie in den tropischen Gebieten Amerikas und Afrikas vor.

## Beschreibung
Ipomoea setifera ist eine krautige, kletternde Pflanze, deren Stängel kurz-borstig behaart bis unbehaart und gelegentlich kurzstachelig sind. Die unbehaarten Laubblätter sind pfeilförmig, eiförmig-herzförmig oder dreieckig-speerförmig und 7 bis 14 cm lang. Die Blattbasis wird von zwei abgerundeten, stumpfen oder zugespitzten Lappen gebildet, nach vorn hin sind sie spitz bis abgestumpft und stachelspitzig.
Die Blütenstände bestehen aus einer bis sieben Blüten und zwei bootförmigen, zugespitzten Tragblättern. Die Kelchblätter sind ungleich geformt. Die äußeren drei sind breit eiförmig, 1,5 bis 2 cm lang, an der Basis geflügelt und von deutlichen längsgerichteten Blattadern durchzogen. Die Krone ist rose-pink gefärbt, trichterförmig und 7 bis 9 cm lang, der Kronsaum ist 4 bis 5 cm breit und fünfspitzig.
Die Früchte sind vierklappige Kapseln mit zwei Samenkammern. Die vier Samen sind grau-braun und feinfilzig behaart.

## Vorkommen und Standorte
Ipomoea setifera kommt auf den Westindischen Inseln sowie in den tropischen Gebieten Amerikas und Afrikas vor. Die Art wächst an nassen oder feuchten Standorten.

## Systematik
Innerhalb der Gattung der Prunkwinden (Ipomoea) wird die Art in die Serie Heterophyllae der Sektion Pharbitis eingeordnet.